# Utamphorophora bossekiae
Utamphorophora bossekiae är en insektsart som först beskrevs av David D. Gillette och Palmer 1929.  Utamphorophora bossekiae ingår i släktet Utamphorophora och familjen långrörsbladlöss. Inga underarter finns listade i Catalogue of Life.